# Апрелково (Нерчинський район)
Апре́лково (рос. Апрелково) — селище у складі Нерчинського району Забайкальського краю, Росія. Входить до складу Бішигінського сільського поселення.
Стара назва — Сальниково.

## Населення
Населення — 88 осіб (2010; 91 у 2002).
Національний склад (станом на 2002 рік):
- росіяни — 99 %